# Unterseeboot UB-108
Pour les autres navires du même nom, voir Unterseeboot 108.
L'Unterseeboot UB-108 est un sous-marin (U-Boot) allemand de type UB III utilisé par la Kaiserliche Marine pendant la Première Guerre mondiale. Il est mis en service dans la marine impériale allemande le 1er mars 1918.
L'UB-108 a été perdu en juillet 1918 dans la Manche.

## Conception
Comme tous les sous-marins de type UB III, l’UB-108 avait un déplacement de 519 tonnes en surface et de 649 tonnes en immersion. Ses moteurs lui permettaient de naviguer à 13,3 nœuds (24,6 km/h) en surface et à 7,4 nœuds (13,7 km/h) en immersion. Il avait un rayon d'action de 7420 milles de marins (13740 km) à sa vitesse de croisière. L'UB-108 transportait 10 torpilles et était armé d’un canon de pont de 8,8 cm. L'UB-108 avait un équipage pouvant compter jusqu’à 3 officiers et 31 hommes.

## Historique des services
L'UB-108 a été construit par Blohm & Voss de Hambourg. Après un peu moins d’un an de construction, il a été lancé à Hambourg le 21 juillet 1917. Il a été mis en service au début de l’année suivante sous le commandement de l'Oberleutnant zur See Wilhelm Amberger.

## Affectations
- Flottille des Flandres I : du 22 mai au 2 juillet 1918

## Commandants
- Oberleutnant zur See Wilhelm Amberger[4] : du 1er mars au 2 juillet 1918

## Navires coulés
| Date         | Nom        | Nationalité    | Tonnage | Destin. |
| ------------ | ---------- | -------------- | ------- | ------- |
| 7 juin 1918  | Diana      | United Kingdom | 1119    | Coulé   |
| 12 juin 1918 | Kennington | United Kingdom | 1536    | Coulé   |